# 86
Évszázadok: i. e. 1. század – 1. század – 2. század
Évtizedek: 30-as évek – 40-es évek – 50-es évek – 60-as évek – 70-es évek – 80-as évek – 90-es évek – 100-as évek – 110-es évek – 120-as évek – 130-as évek
Évek: 81 – 82 – 83 – 84 –  85 – 86 – 87 – 88 – 89 – 90 – 91

## Események

### Római Birodalom
- Domitianus császárt (helyettese január 13-tól Caius Secius Campanus, májustól Sextus Octavius Fronto, szeptembertől Aulus Bucius Lappius Maximus) és Servius Cornelius Dolabella Petronianust (helyettese Quintus Vibius Secundus, Tiberius Julius Candidus Marius Celsus és Caius Octavius Tidius Tossianus Lucius Javolenus Priscus) választják consulnak.
- Domitianus feleleveníti a capitoliumi játékokat (Ludi Capitolini), amelyet négyévente megrendeznek.
- A Moesia védelmére hátrahagyott Cornelius Fuscus megtámadja a dákokat, de azok Diurpaneus (Decebalus vagy Duras) a Temes völgyében rajtaütnek és szinte az egész római sereget lemészárolják. Maga Fuscus is elesik.
- Iulius Maternus a berber garamantok királyával négy hónap alatt átkel a Szaharán és megérkezik az általa Agisymbának nevezett országba (valahol a mai Dél-Csádban).
- Domitianus két részre osztja a római Germania provinciát: Germania Superiorra és Germania Inferiorra.

## Születések
- szeptember 19. – Antoninus Pius római császár († 161)

## Halálozások
- Cornelius Fuscus, római hadvezér.

## Fordítás
- Ez a szócikk részben vagy egészben  a(z)   86 című francia Wikipédia-szócikk ezen változatának fordításán alapul.  Az eredeti cikk szerkesztőit annak laptörténete sorolja fel. Ez a jelzés csupán a megfogalmazás eredetét és a szerzői jogokat jelzi, nem szolgál a cikkben szereplő információk forrásmegjelöléseként.